# Mayann Francis
Mayann Elizabeth Francis, née 18 février 1946 à (Sydney), en Nouvelle-Écosse, est une personnalité politique canadienne. Elle a été lieutenante-gouverneure de la province de Nouvelle-Écosse de 2006 à 2012.

## Biographie
Mayann E. Francis a obtenu un baccalauréat ès arts de l'Université Saint Mary's en 1972, une maîtrise en administration publique de l'Université de New York en 1984 et un certificat en théologie de l’Atlantic School of Theology en 2003.
Elle a occupé diverses fonctions au Canada et aux États-Unis et a notamment été technicienne en radioscopie, assistante juridique, fonctionnaire, chroniqueuse, conférencière, professeure et auteure. À partir de 1994, elle a travaillé au ministère des Affaires municipales et du Logement et à la Direction générale de la condition féminine de l'Ontario. Elle a ensuite dirigé la Commission des droits de la personne de la Nouvelle-Écosse et a été la première femme ombudsman de la province.
En septembre 2006, elle est devenue la première Néo-Écossaise noire à accéder à la fonction de lieutenante-gouverneure de la Nouvelle-Écosse. Le 15 avril 2010, elle a exercé la prérogative royale de clémence pour accorder un pardon absolu à Viola Desmond.